# Johann Georg von Werdenstein

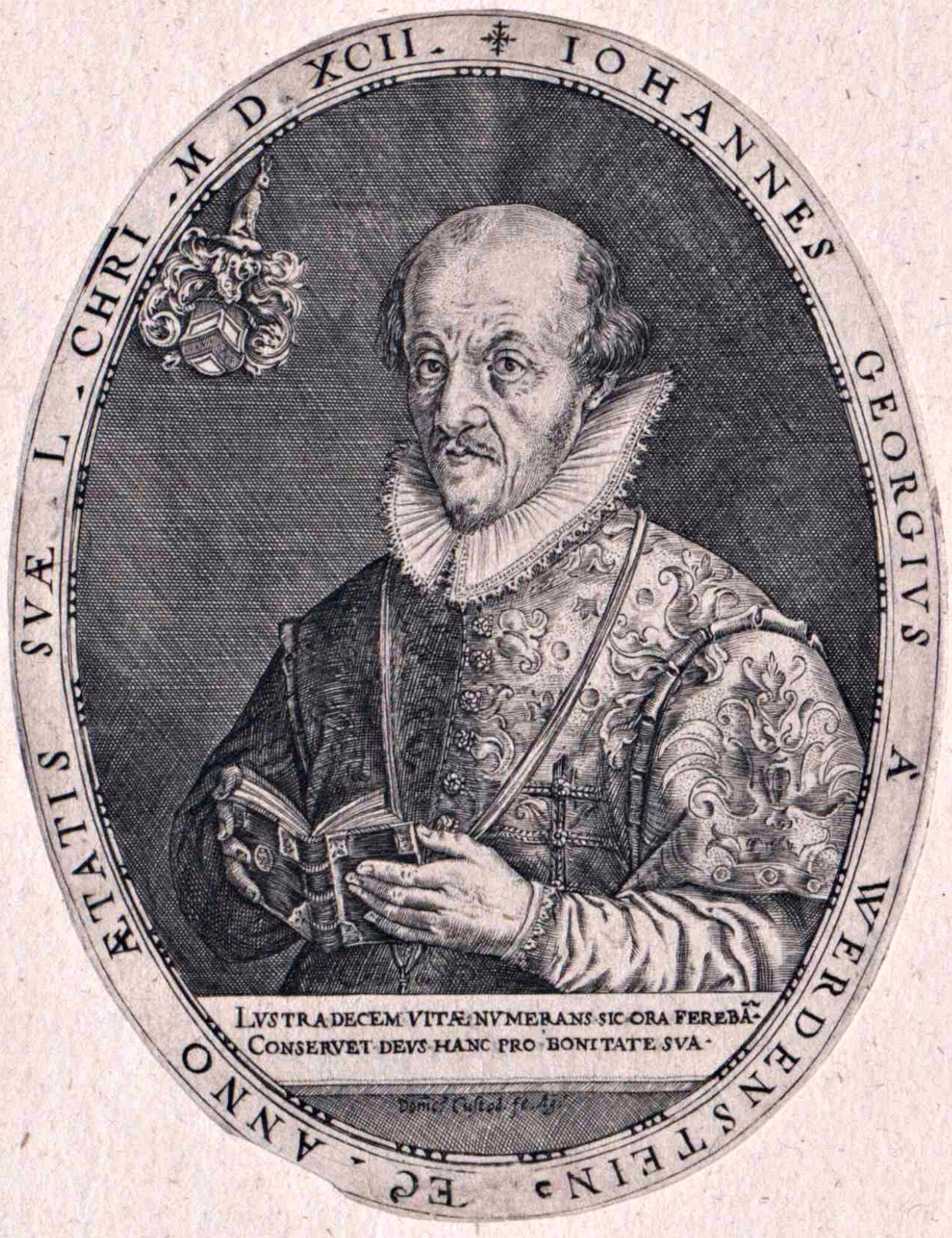
Johann Georg von Werdenstein

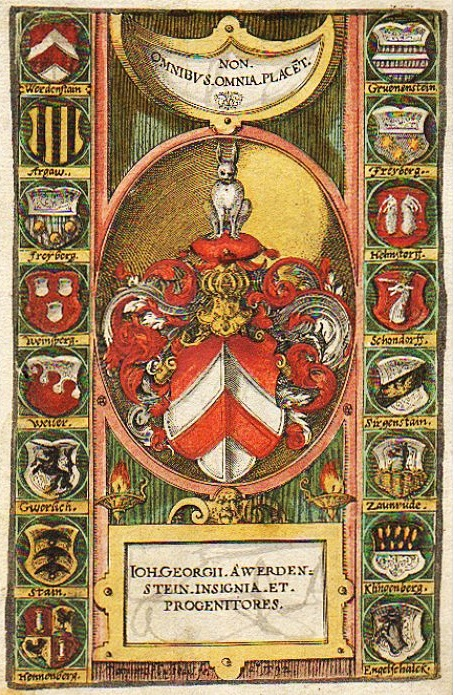
Wappen-Exlibris des Johann Georg von Werdenstein

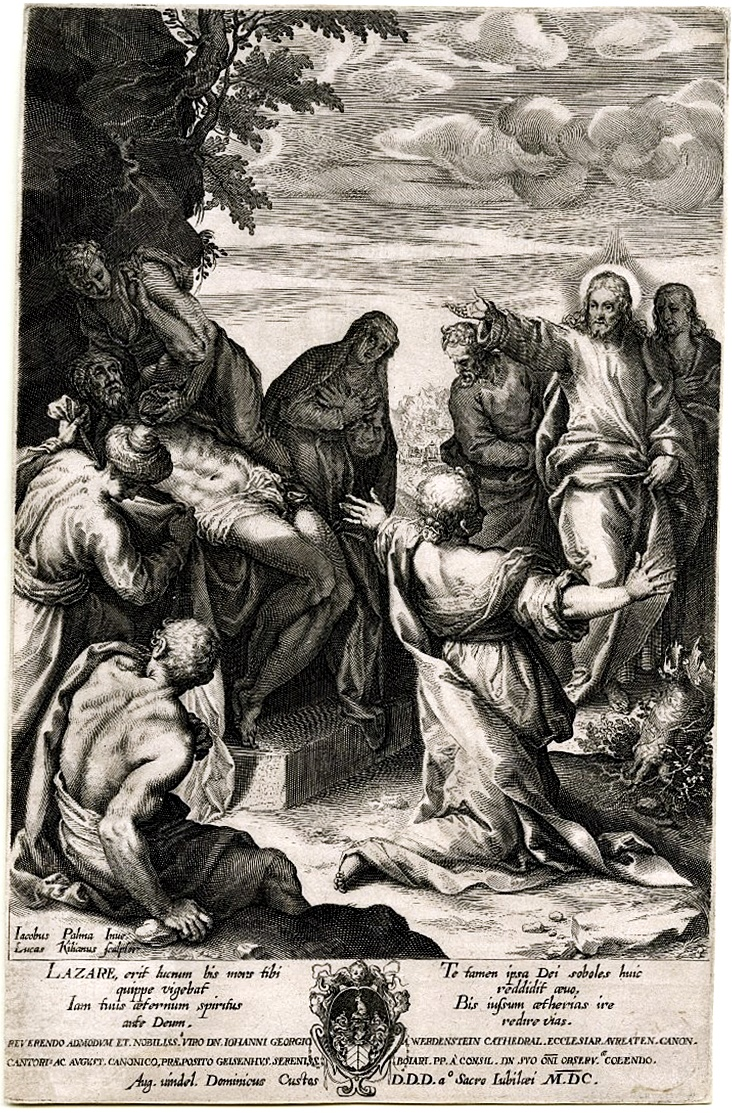
Stich zum Priesterjubiläum, 1600

Johann Georg von Werdenstein (* 8. Januar 1542 in Ebersbach, Allgäu; † 3. November 1608 in Eichstätt) war ein adeliger Domherr in Augsburg und Eichstätt sowie Bücher- und Notensammler.

## Leben und Wirken
Johann Georg von Werdenstein entstammte dem 1796 im Mannesstamm erloschenen Allgäuer Adelsgeschlecht der Herren von Werdenstein, mit ihrer Stammburg Werdenstein, bei Immenstadt im Allgäu. Er wurde geboren als Sohn des Lorenz Hildebrand von Werdenstein († 1570) und seiner Gattin Elisabeth von Grünenstein († 1593). Die Familie lebte auf einem Rittergut zu Ebersbach, dem heutigen Pfarrhof; die Grabplatte der Mutter befindet sich in der dortigen Pfarrkirche St. Ulrich.
Werdenstein studierte ab 1562 in Padua und wechselte 1563 an die Universität Siena. Zwischen 1563 und 1565 sind weitere Studienaufenthalte in Venedig, Padua, Siena, Florenz, Ferrara und Bologna belegt.
Er trat in den geistlichen Stand und wurde 1563 Domherr in Augsburg, 1567 auch in Eichstätt, wo er 1608 als Domkantor und Kapitelssenior verstarb. Seine Grabstätte fand er im Mortuarium des Eichstätter Domes. Laut einem Stich zum Priesterjubiläum im Jahr 1600 fungierte er auch als Propst von Geisenhausen und Geheimrat des Herzogs von Bayern. Dieser hatte ihn 1592 mit Studien hinsichtlich der Wappen von eingeheirateten Wittelsbachern beauftragt, welche an einem geplanten Familien-Grabmonument in der Münchner Frauenkirche erscheinen sollten. Ein erhaltenes Porträt zeigt den Domherrn in einem Buch blätternd. 1592, zu seinem 50. Geburtstag, wurde eine Gedenkmedaille verausgabt. In Eichstätt wird sein Stammbuch aufbewahrt, in dem sich viele berühmte Persönlichkeiten eintrugen. Mit den protestantischen Humanisten Johann Jakob Rüeger (1548–1606) und Adolf Occo (1524–1606) pflegte er eine herzliche Freundschaft. Beide berichten davon, dass Werdenstein längere Zeit mit einer Frau zusammengelebt und mit ihr auch mehrere Kinder hatte. Trotzdem habe er auch in dieser Periode kein liederliches Leben geführt und sei zudem nach ihrem Tod (1596) zu einer strengeren Kirchlichkeit zurückgekehrt.
Johann Georg von Werdenstein war ein großer Liebhaber von Büchern und Notendrucken, der Umfang seiner Sammlung wird auf rund 9000 Bände geschätzt. 1592 kaufte Herzog Wilhelm V. von Bayern von ihm 4000 Bücher und Notendrucke an; letztere bildeten den Grundstock zur Musikaliensammlung der späteren Bayerischen Staatsbibliothek. Der von dem Domherrn übernommene Bücherbestand wird folgendermaßen beschrieben: Große universal ausgerichtete Gelehrtenbibliothek, das Ergebnis langer, kenntnisreicher Sammeltätigkeit, enthielt klassische, philosophische, theologische und historische Werke, ferner juristische und medizinische Literatur, reiche Bestände an italienischer und französischer Dichtung, sowie zahlreiche Musikdrucke, vor allem mit Vokalmusik des 15. und 16. Jahrhunderts. Mit dabei war u. a. ein handschriftliches Gebetbuch aus dem 12. Jahrhundert, das der Hl. Hildegard von Bingen zugeschrieben wird und sich ebenfalls noch im Bestand der Bayerischen Staatsbibliothek befindet. Ein anderer Teil von Werdensteins Büchern gelangte an die Universitätsbibliothek Würzburg.
Nach Aussagen von Zeitgenossen war Johann Georg von Werdenstein eine lebende Bibliothek, besonders in den Bereichen Geschichte und Genealogie.